# Wilson Peak
Der Wilson Peak ist ein 2400 m hoher Berg im westantarktischen Ellsworthland. Er ragt an der Ostflanke des Nimitz-Gletschers und 24 km südsüdöstlich des Mount Craddock am Südende der Sentinel Range des Ellsworthgebirges auf.
Der United States Geological Survey kartierte ihn anhand eigener Vermessungen und mithilfe von Luftaufnahmen der United States Navy zwischen 1957 und 1959. Das Advisory Committee on Antarctic Names benannte ihn 1961 nach J. H. Wilson, Funker an Bord einer Douglas DC-3 beim Luftaufklärungsflug über das Ellsworthgebirge im Januar 1958.